# Pere Miquel Carbonell
Pere Miquel Carbonell i de Soler (* 8. Februar 1434 in Barcelona; † 2. April 1517 ebenda) war ein katalanischer Historiker, Notar, Dichter und Humanist.

## Leben
Pere Miquel wurde 1434 in Barcelona geboren und war der einzige der Sohn von Francesc Carbonell und Joana des Soler. Über seine Schul- und Ausbildungszeit gibt es vermutlich keine detaillierten Aufzeichnungen in der Literatur.
Im Jahre 1458 wurde er Notar am Hofe von König Alfons V. von Aragon, eine Position, die von Johann II. von Aragon gebilligt wurde. Johann II. selbst ernannte Carbonell 1476 zum Archivar und königlichen Schreiber. Sein erstes Werk, das Carbonell im Auftrag von Ferdinand II. von Aragon schrieb, ist eine Geschichtsschreibung, in katalanischer Sprache, über das Leben, die Krankheit, Tod und Begräbnis von König Johann II. Weiter schrieb er eine Serie von fünfzehn Biografien über bedeutende Wissenschafter dieser Epoche. Er verfasste diese in der lateinischen Sprache. De viris illustribus catalanis suae tempestatis ist eine der umfangreichsten Kroniken (Chroniques de Espanya) die er im Jahre 1495 schrieb.
Im Jahre 1496, im Auftrag von König Ferdinand II., verfasste er Genealogia dels comtes-reis, eine Genealogie der katalanischen Grafen. 1516, ein Jahr vor seinem Tod, schrieb Carbonell eine Dokumentation und Zusammenfassung der Geschichte und Prozesse über die Inquisition in Barcelona. Herausgegeben wurde sie jedoch erst im Jahre 1864 von Manuel de Bofarull y de Sartorio, dem Archivar der Krone von Aragon, der die wichtigsten Traktate transkribierte. Diese Arbeit wurde später zu einer der wesentlichen Forschungsquellen für die Judaistik.

## Werke (Auszug)
Die Werke von Carbonell befinden sich im Archiv der Krone von Aragon (Arxiu de la Corona d'Aragó) und weitere Werke, zum Teil auch lose Blattsammlungen, werden in der Bibliothek von Pere Miguel Carbonell im Archiv der Kathedrale von Girona aufbewahrt.
- Obra brocada de la gloriosa Magdalena parlant de penitentia (1454)
- Diuae Mariae Magdalenae oratio (1454)
- Correspondència amb Joan Vilar (1475)
- Correspondència amb Jeroni Pau (1475)
- Correspondència amb Guillem Fuster (1475)
- Correspondència amb Lorenzo Lippio (1476)
- De iuris illustribus catalanis (1476)
- Suoer facto expulsionis hereticorum iuderumque... nec non recuperatione Comitatum Ruscionis et Cerritaniae (1493)
- Epustula de consolatione pestilentiae (1494)
- Genealogia dels comtes-reis (1496)
- Dansa de la mort
- Cròniques d’Espanya (1513)
- Liber descriptionis reconciliatonisque purgationis et condemnationis haereticorum (1516)
- De exequiis sepultura et infirmitate Regis Ioannis Secundi (1516)
- Episcoporum Barcinonensium... ordo et numerus
- De la conservatió e duratió de la ciutat de Barcelona(1516)
- Poemes catalans